# Чочария
Чочария (на италиански: Ciociarìa или Ciocerìa) е област в Италия без точно определени граници, попадаща на територията на региона Лацио на югоизток от Рим.
По време на фашисткия режим на Мусолини местната преса погрешно използва това название като синоним на провинция Фрозиноне, създадена през 1927 г. И до днес Агенцията по развитие на туризма във Фрозиноне неправилно продължава да свързва името Чочария с територията на своята провинция.

## Етимология
Названието произлиза от името, което в Хърватия и по-късно в Италия, дават на истрорумъните - балканско население, разселило се на територията на Италия след като е прогонено от югославските власти след Втората световна война, макар отделни разселвания да има и по-рано. Хърватите и впоследствие италианците наричат това население „чичи“ (chichi) заради традиционните им цървули с повдигнат заострен връх (на италиански: ciocia, мн.ч. ciocie). Така Чочария (Земята на чичите) е областта, където този етнос, по занятие основно овчари, заема след разселването си. Първото споменаване във венецианските документи на названието „чичи“ като етноним (изписано като Cici) датира от 1463 г., а в латинските документи, съхранявани в архивите на град Триест, изписано като Chichii, се появява през 1517, 1524 и 1527 г. Названието Чочария се появява в документи на Папската държава, където на картата такъв регион е отбелязан в провинция Кампаня-е-Маритима. Според други източници името във варианта Чочерия (Ciocerìa) е използвано от XVIII в.

## География
Етногеографските граници на тази област не са точно очертани. До началото на XX в. сериозни изследвания по този въпрос не са правени, а в административно отношение областта е попадала в Лацио, Кампаня-е-Маритима или Римска Кампаня. Първото задълбочено проучване от 1916 г. определя Чочария като регион до голяма степен съответстващ на тогавашния окръг Фрозиноне. Няколко години по-късно редица интелектуалци, повлияни от нацистките идеи, правят опити да обособят отделна „чочарса раса“ (razza ciociara). След Втората световна война местните власти използват термина Чочария, за да пропагандират идеята за общата идентичност на жителите на провинция Фрозиноне.